# Neoseiulus balisungsongus
Neoseiulus balisungsongus är en spindeldjursart som först beskrevs av Schicha och Corpuz-Raros 1992.  Neoseiulus balisungsongus ingår i släktet Neoseiulus och familjen Phytoseiidae. Inga underarter finns listade i Catalogue of Life.